# Korps Politie Caribisch Nederland
Il Korps Politie Caribisch Nederland (nelle lingue coufficiali inglese: Dutch Caribbean Police Force e papiamento: Kuerpo Polisial Hulanda Karibense) è l’organismo di pubblica sicurezza dei Paesi Bassi Caraibici. 

## Storia
Il Korps Politie Caribisch Nederland è nato nel 2010 in seguito allo scioglimento delle Antille Olandesi.

## Organizzazione
Il comando centrale è a Kralendijk nell'isola di Bonaire, la polizia è organizzata in sei distretti:
- 1: Kralendijk  - isola di Bonaire
- 2: Rincon - isola di Bonaire
- 3: Amboina - isola di Bonaire
- 4: Oranjestad - isola di Sint Eustatius
- 5: The Bottom - isola di Saba
- 6: Windwardside - isola di Saba

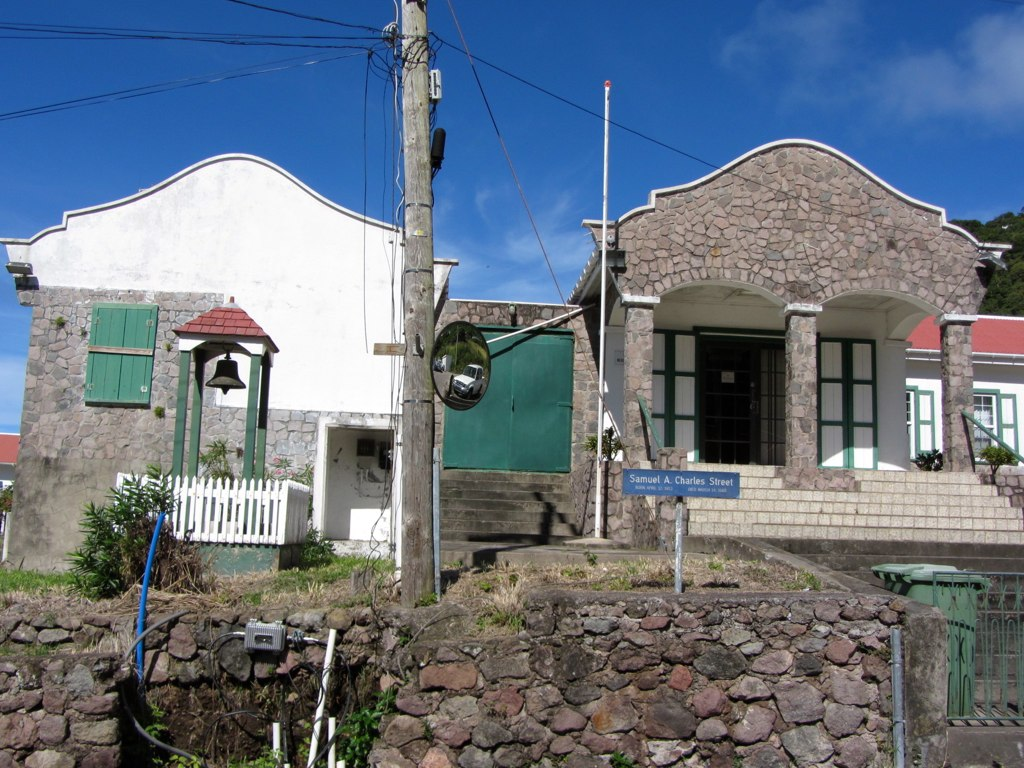
La stazione di polizia di The Bottom (Saba)
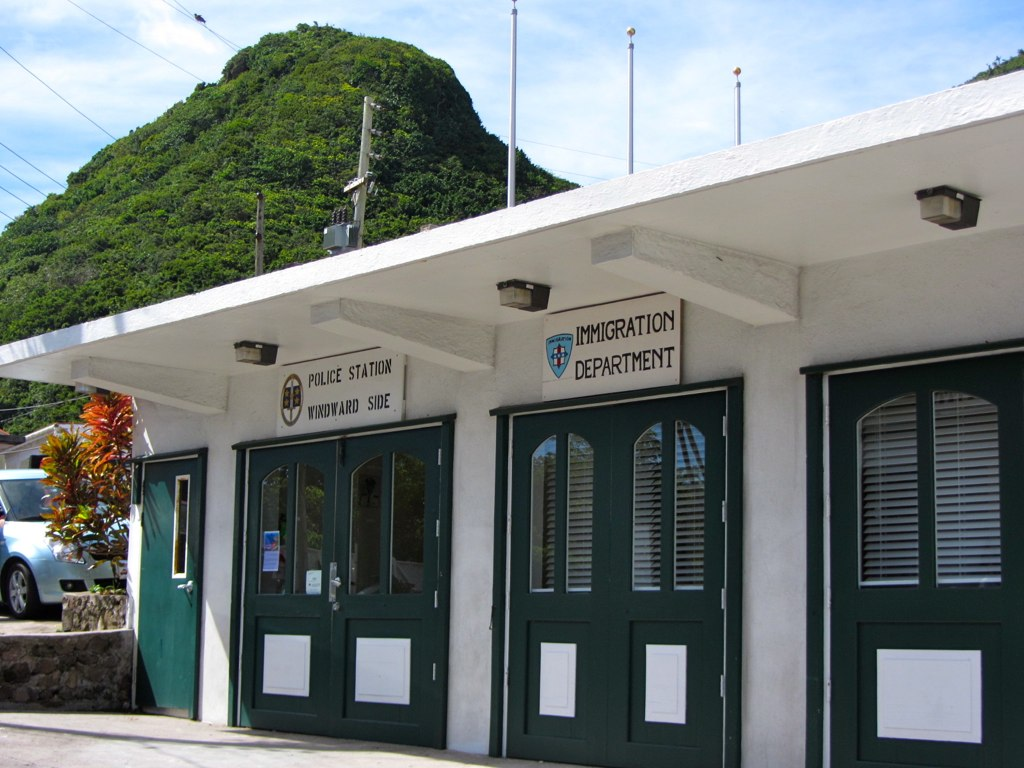
La stazione di polizia di Windwardside (Saba)

## Commissari di polizia
| Ritratto | Nome              | Da   | A         |
| -------- | ----------------- | ---- | --------- |
|          | Jan Rooijakker    | 2010 | 2013      |
|          | Hildegard Buitink | 2013 | 2016      |
|          | Jose Rosales      | 2017 | in carica |